# EDID
EDID (Extended display identification data) – struktura danych, w którą wyposażony jest monitor komputera, opisująca jego własności i dająca się odczytać przez kartę graficzną. Pozwala ona nowoczesnym komputerom osobistym uzyskać np. informację, jaki rodzaj monitora jest w danej chwili podłączony. EDID jest standardem opublikowanym przez Video Electronics Standards Association (VESA). Zawiera m.in. nazwę producenta, rodzaj produktu, typ filtra czy dostępne częstotliwości odświeżania i rozmiary.
Kanałem transmisji danych EDID z monitora do karty graficznej jest zazwyczaj szyna I²C. Połączenie EDID z I²C nazwano DDC2 (Display Data Channel version 2). Liczba 2 wyróżnia DDC2 od oryginalnego standardu DDC opracowanego przez konsorcjum VESA.
Dane EDID przechowywane są zazwyczaj w pamięci PROM lub EEPROM monitora.